# Баба Ануйка
Анна ди Пиштонья (урождённая Дракшин или Драксин), более известная как баба Ануйка (серб. Баба Анујка) (около 1 июля 1838, Валахия — 1 сентября 1938, Владимировац, Алибунар) — серийная убийца из сербской деревни Владимировац. Она отравила по меньшей мере 50 человек, а возможно, и 150 в конце XIX — начале XX веков. Баба Ануйка была арестована в 1928 году в возрасте 90 лет и приговорена к 15 годам тюрьмы в 1929 году как соучастница в совершении двух убийств. В заключении она провела восемь лет, будучи освобождённой из-за своего преклонного возраста.

## Ранняя биография и замужество
Сведения о раннем периоде жизни бабы Ануйки скудны и сомнительны. Согласно некоторым данным, она родилась в 1838 году в Румынии в семье богатого скотовода, а около 1849 года перебралась во Владимировац, входивший тогда в состав Банатской военной границы Австрийской империи. Сама Ануйка утверждала, что родилась в 1836 году. Ануйка посещала частную школу в Панчево, где училась с детьми из богатых семей; говорила на пяти языках. По окончании школы проживала в доме отца. В возрасте 20 лет Ануйка была соблазнена молодым австрийским офицером, который впоследствии не только бросил её, но и  заразил сифилисом. Разочаровавшись в людях, Ануйка стала стремиться к уединению, а также проявлять интерес к медицине и химии. Впоследствии Ануйка вышла замуж за землевладельца по фамилии Пистов (или ди Пиштонья) и родила от него 11 детей, из которых только один дожил до совершеннолетия. Супруг был намного старше Ануйки её и умер, прожив с ней 20 лет брака.

## Занятие траволечением
После смерти мужа Ануйка устроила в части дома лабораторию, и к концу XIX века приобрела репутацию целительницы и травницы. Ануйка пользовалась популярностью у крестьянских жён, которые обращались к ней за помощью по поводу проблем со здоровьем, и имела доход, обеспечивавший ей безбедное существование. Ануйка производила лекарства, способные делать мужчин непригодными для военной службы, а также продавала ядовитые смеси, которые называла «волшебной водой» или «любовными зельями». «Волшебную воду» приобретали преимущественно женщины, испытывавшие проблемы в браке. Они каким-либо образом давали эту смесь своим мужьям, которые обычно умирали примерно через восемь дней после приёма этой «волшебной воды».
«Любовное зелье» Ануйки содержало мышьяк в небольших количествах и некоторые растительные токсины, которые было трудно обнаружить. Когда клиенты жаловались Ануйке на проблемы в браке, она опосредованно интересовалась весом супруга для того, чтобы можно было рассчитать необходимую дозу. Жертвами Ануйки обычно становились мужчины, преимущественно молодые и здоровые. Её клиенты утверждали на суде, что не знали, что «волшебная вода» содержит яд, но верили, что она обладает какими-то сверхъестественной способностью убивать людей с помощью магии. Снадобья Ануйки погубили от 50 до 150 человек.
В 1920-е годы у Ануйки был свой «торговый агент», женщина по имени Любина Миланкова, чья работа заключалась в том, чтобы находить потенциальных клиентов и приводить их в дом Ануйки. Цена на «волшебную воду» Ануйки составляла от 2000 до 10 000 югославских динаров.

## Участие в убийствах
В январе 1924 года Ануйка продала свою «волшебную воду» за 2300 динаров Стане Момировой. Стана и ранее была её клиенткой, приобретавшей травяные лекарства. Стана дала смесь своему мужу Лазарю Лудошки, после чего тот заболел и умер через несколько дней. Позднее Стана вышла замуж за другого мужчину из той же деревни, богатый дядя которого скончался при тех же обстоятельствах спустя несколько месяцев. Полиция допросила Стану, и женщина обвинила в случившемся Ануйку.
В декабре 1926 года «волшебную воду» Ануйки купили супруги Сима и Софья Момировы, намеревавшиеся убить 70-летнего отца Симы Николу. Мотивом супругов была семейная ссора. По их утверждению, Никола был алкоголиком и жестоко обращался со своими детьми и внуками. София услышала об Ануйке от женщины по имени Даника Стойич (или Стайич) и связалась с целительницей, продавшей свою волшебную воду за 5000 динаров. Софья отдала зелье 16-летней Ольге Стурзе, внучке Николы, поручив ей проследить, чтобы Никола его выпил. Никола сделал это, заболел и умер через 15 дней.

## Суды
Первый суд над Ануйкой состоялся в июне 1914 года в Бела-Цркве за предоставление яда для убийств, но женщина была оправдана. Вновь Ануйка была арестована 15 мая 1928 года в возрасте 90 лет. Стана, София и Сима Момировы, Любина Миланкова, Даника Стойич и Ольга Стурза также были арестованы и обвинены в убийстве Николы Момирова и Лазаря Лудошки. Власти эксгумировали тела жертв для экспертизы, проведённой в Белградском университете.
Процесс начался в июне 1929 года в районном суде в Панчево, а слушания проводились 18 и 19 июня. Судебный процесс продолжился 1 июля, когда были получены результаты химического анализа образцов, найденных в доме Ануйки, после чего прокурор и адвокаты защиты выступили с заключительными заявлениями. Прокурор требовал смертной казни для всех подсудимых, за исключением Стурзы, бывшей на момент убийства несовершеннолетней; для девушки он добивался тюремного срока.
София и Сима Момировы утверждали, что не знали, что «волшебная вода» содержит яд, и верили, что это была просто вода, а смерть наступила в результате действия сверхъестественных сил Ануйки. Стана Момирова говорила, что на самом деле хотела исцеления супруга от алкоголизма, не подозревая о смертельной опасности зелья Ануйки. Сама Ануйка во время суда постоянно отрицала обвинения, утверждая, что никогда не продавала никакой «волшебной воды» и что все дело против неё было сфабриковано Любиной Миланковой, желавшей обвинить Ануйку в своих собственных преступлениях. Стурза защищалась, утверждая, что в момент убийства была ещё ребёнком и не знала, что вода погубит её деда; София Момирова же свидетельствовала о том, что Стурза была хорошо осведомлена обо всех обстоятельствах заговора. Доктор Бранко Вурделя предъявил суду доказательства того, что в телах обеих жертв присутствовали следы мышьяка.
Приговор был вынесен 6 июля 1929 года. Ануйка была приговорена к 15 годам тюрьмы за роль соучастницы в обоих убийствах. Стана и София Момировы были приговорены к пожизненному заключению как главные виновники. Симу Момирова приговорили к 15 годам, а Любину Миланкову —  к 8 годам. Ольга Стурза и Даница Стойич были оправданы.

### Апелляция
Обе стороны обжаловали приговор в апелляционном суде в Нови-Саде, процесс проходил 29 и 30 ноября 1929 года. Прокурор требовал для всех подсудимых высшей меры наказания. После некоторого перекрёстного допроса Сима и София Момировы признались, что знали об отравлении с самого начала, но все подсудимые придерживались своих предыдущих показаний иначе. Приговор был вынесен 30 ноября 1929 года. Ануйка была повторно приговорена к 15 годам лишения свободы с каторжными работами, а Стана и София Момировы —  к пожизненному заключению. Приговор Симе Момирову был увеличен с 15 лет до пожизненного, а Любине Миланковой —  с 8 до 10 лет. Стурза и Стойич вновь были оправданы.
Ануйка была освобождена в возрасте 98 лет после восьми лет тюремного заключения из-за преклонного возраста. Она умерла два года спустя в своём доме во Владимироваце в возрасте 100 лет.

## Комментарии
1. ↑  Также известна как Анна Пистова[1] или Ануйка Поштонья[2][3], в прессе её именовали банатской ведьмой[4], владимировацкой ведьмой[1] и матушкой Анюшкой.